# Phoxophrys cephalum
Phoxophrys cephalum là một loài thằn lằn trong họ Agamidae. Loài này được Mocquard mô tả khoa học đầu tiên năm 1890.